# San Giacomo delle Segnate
San Giacomo delle Segnate é uma comuna italiana da região da Lombardia, província de Mântua, com cerca de 1.702 habitantes. Estende-se por uma área de 16 km², tendo uma densidade populacional de 106 hab/km². Faz fronteira com Concordia sulla Secchia (MO), Quistello, San Giovanni del Dosso.

### Villa Arrigona
A Villa Arrigona foi construída entre 1619 e 1622 por encomenda do conde Pompeo Arrigoni, da nobre família Arrigoni, ao arquiteto Antonio Maria Viani, já a serviço dos Gonzagas de Mântua. É uma das vilas mais importantes da província de Mântua.
A villa, composta por vários edifícios, era uma imponente residência de campo e era habitualmente habitada sazonalmente. Construída em dois pisos com oratório tardo-barroco contíguo, parque e terreno de cultivo. A fachada é caracterizada por um tímpano que lembra o Palazzo Te, sob o qual se destaca o grande brasão de pedra da família.

## Demografia
| Variação demográfica do município entre 1861 e 2011                               |
|                                                                                   |
| Fonte: Istituto Nazionale di Statistica (ISTAT) - Elaboração gráfica da Wikipedia |